# Michelangelo Grancini
Michelangelo Grancini (1605 Milán - 14. dubna 1669 tamtéž) byl italský varhaník a skladatel.

O jeho dětství a mládí není příliš zpráv. Od roku 1622 patrně pracoval v různých kostelích v rodném městě jako varhaník a roku 1650 byl jmenován ředitelem chóru.

Skládal převážně duchovní hudbu, mezi níž patří především šest knih žalmů Concerti sacri. V tomto díle je zjevný vliv Monteverdiho. Složil také několik madrigálů a skladeb v bassu continuu.